# Minh Thuận, Vụ Bản
Minh Thuận là một xã cũ thuộc huyện Vụ Bản, tỉnh Nam Định, Việt Nam.
Xã có diện tích 9,36 km², dân số năm 1999 là 9.170 người, mật độ dân số đạt 980 người/km². Xã gồm có 10 thôn: Hướng Nghĩa, Phú Cốc, Phú Vinh, Phu, Bịch, Phú Lão, Trại Kho, Kênh Đào, Đào Duyên, Duyên Hạ.